# Tống thư
| Nhị thập tứ sử | Nhị thập tứ sử | Nhị thập tứ sử              | Nhị thập tứ sử |
| -------------- | -------------- | --------------------------- | -------------- |
| STT            | Tên sách       | Tác giả                     | Số quyển       |
| 1              | Sử ký          | Tư Mã Thiên                 | 130            |
| 2              | Hán thư        | Ban Cố                      | 100            |
| 3              | Hậu Hán thư    | Phạm Diệp                   | 120            |
| 4              | Tam quốc chí   | Trần Thọ                    | 65             |
| 5              | Tấn thư        | Phòng Huyền Linh (chủ biên) | 130            |
| 6              | Tống thư       | Thẩm Ước                    | 100            |
| 7              | Nam Tề thư     | Tiêu Tử Hiển                | 59             |
| 8              | Lương thư      | Diêu Tư Liêm                | 56             |
| 9              | Trần thư       | Diêu Tư Liêm                | 36             |
| 10             | Ngụy thư       | Ngụy Thâu                   | 114            |
| 11             | Bắc Tề thư     | Lý Bách Dược                | 50             |
| 12             | Chu thư        | Lệnh Hồ Đức Phân (chủ biên) | 50             |
| 13             | Tùy thư        | Ngụy Trưng (chủ biên)       | 85             |
| 14             | Nam sử         | Lý Diên Thọ                 | 80             |
| 15             | Bắc sử         | Lý Diên Thọ                 | 100            |
| 16             | Cựu Đường thư  | Lưu Hú (chủ biên)           | 200            |
| 17             | Tân Đường thư  | Âu Dương Tu, Tống Kỳ        | 225            |
| 18             | Cựu Ngũ Đại sử | Tiết Cư Chính (chủ biên)    | 150            |
| 19             | Tân Ngũ Đại sử | Âu Dương Tu (chủ biên)      | 74             |
| 20             | Tống sử        | Thoát Thoát (chủ biên)      | 496            |
| 21             | Liêu sử        | Thoát Thoát (chủ biên)      | 116            |
| 22             | Kim sử         | Thoát Thoát (chủ biên)      | 135            |
| 23             | Nguyên sử      | Tống Liêm (chủ biên)        | 210            |
| 24             | Minh sử        | Trương Đình Ngọc (chủ biên) | 332            |
| -              | Tân Nguyên sử  | Kha Thiệu Mân (chủ biên)    | 257            |
| -              | Thanh sử cảo   | Triệu Nhĩ Tốn (chủ biên)    | 529            |

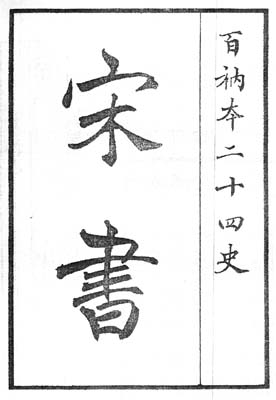
SzungSu

Tống thư (宋書) là một sách trong 24 sách lịch sử Trung Quốc (Nhị thập tứ sử), do Thẩm Ước (沈約) (441 - 513) người nhà Lương thời Nam triều viết và biên soạn. Năm 487 ông phụng chiếu Tề Vũ Đế biên soạn sách "Tống Thư", viết thành Bản kỷ 10 thiên, Liệt truyện 60 thiên, Chí 30 thiên, tổng cộng có 100 thiên.
Sách chép từ thời Tống Vũ Đế (Năm 420), cho đến Tống Thuận Đế (Năm 479), ghi chép lại các sự kiện lịch sử 60 năm của nhà Lưu Tống. Tống thư là một trong nhiều tài liệu lịch sử còn tồn tại đến ngày nay, bao gồm nhiều chiếu lệnh tấu nghị, thư trát, văn chương đương thời, có giá trị tham khảo rất cao.
Người đời sau chủ yếu là đời Thanh căn cứ vào các nguồn sử liệu có liên quan đã bổ sung thêm vào Chí Biểu trong Tống thư, như Vạn Tư Đồng bổ sung thêm "Lịch đại sử biểu" trong có "Tống chư vương thế biểu", "Tống phương trấn niên biểu", "Tống tướng tương đại thần niên biểu" mỗi thứ 1 quyển, 4 quyển "Tống thư bổ biểu" của Thịnh Đại Lực, 1 quyển "Hình pháp chí", "Thực hóa chí" của Hác Ý Hành, 1 quyển "Bổ Tống thư văn nghệ chí" của Nhiếp Sùng Kỳ.
Trong sách còn đề cập đến Nhật Bản trong phần "Di Man truyện", ghi chép về việc triều cống của Oa Ngũ Vương (5 vua nước Oa).

## Khái niệm chủ yếu
- "Bạch diện thư sinh" - Trong phần Thẩm Khánh Chi truyện (沈慶之傳) của bộ Tống Thư, Thẩm Khánh Chi nói: Bệ hạ kim dục phạt quốc, nhi dữ bạch diện thư sinh bối mưu chi, sự hà do tế ("陛下今欲伐國、而與白面書生輩謀之、事何由濟"), nghĩa là "Nay Bệ hạ muốn mở chiến tranh với nước khác, mà lại để những người bạch diện thư sinh không một chút kinh nghiệm về quân sự đứng ra bàn luận, thì làm sao mà thành công được?"

## Mục lục

### Bản kỷ
- Quyển 1: Bản kỉ đệ nhất- Vũ Đế thượng
- Quyển 2: Bản kỷ đệ nhị- Vũ Đế bản kỷ trung
- Quyển 3: Bản kỉ đệ tam- Vũ Đế bản kỷ hạ
- Quyển 4: Bản kỷ đệ tứ- Thiếu Đế
- Quyển 5: Bản kỷ đệ ngũ- Văn Đế
- Quyển 6: Bản kỷ đệ lục- Hiếu Vũ Đế
- Quyển 7: Bản kỷ đệ thất- Tiền Phế Đế
- Quyển 8: Bản kỷ đệ bát Minh Đế bản kỷ
- Quyển 9: Bản kỷ đệ cửu- Hậu Phế Đế
- Quyển 10: Bản kỷ đệ thập- Thuận Đế

### Chí
- Quyển 11 - Chí tự Luật lịch thượng
- Quyển 12 - Luật lịch trung
- Quyển 13 - Luật lịch hạ
- Quyển 14 - Lễ nhất
- Quyển 15 - Lễ nhị
- Quyển 16 - Lễ tam
- Quyển 17 - Lễ tứ
- Quyển 18 - Lễ ngũ
- Quyển 19 - Nhạc nhất
- Quyển 20 - Nhạc nhị
- Quyển 21 - Nhạc tam
- Quyển 22 - Nhạc tứ
- Quyển 23 - Thiên văn nhất
- Quyển 24 - Thiên văn nhị
- Quyển 25 - Thiên văn tam
- Quyển 26 - Thiên văn tứ
- Quyển 27 - Phù thụy thượng
- Quyển 28 - Phù thụy trung
- Quyển 29 - Phù thụy hạ
- Quyển 30 - Ngũ hành nhất
- Quyển 31 - Ngũ hành nhị
- Quyển 32 - Ngũ hành tam
- Quyển 33 - Ngũ hành tứ
- Quyển 34 - Ngũ hành ngũ
- Quyển 35 - Châu quận nhất
- Quyển 36 - Châu quận nhị
- Quyển 37 - Châu quận tam
- Quyển 38 - Châu quận tứ
- Quyển 39 - Bá quan thượng
- Quyển 40 - Bá quan hạ

### Liệt truyện
- Quyển 41: Liệt truyện đệ nhất - Hậu phi truyện - Hiếu Mục Triệu Hoàng hậu, Hiếu Ý Tiêu Hoàng hậu, Vũ Kính Tang Hoàng hậu, Vũ Đế Trương Phu nhân, Thiếu Đế Tư Mã Hoàng hậu, Vũ Đế Hồ Tiệp dư, Văn Nguyên Viên Hoàng hậu, Văn Đế Lộ Thục viên, Hiếu Vũ Văn Mục Vương Hoàng hậu, Tiền Phế Đế Hà Hoàng hậu, Văn Đế Thẩm Tiệp dư, Minh Cung Vương Hoàng hậu, Hậu Phế Đế Giang Hoàng hậu, Minh Đế Trần Chiêu Hoa, Thuận Đế Tạ Hoàng hậu
- Quyển 42: Liệt truyện đệ nhị - Lưu Mục Chi, Vương Hoằng truyện
- Quyển 43: Liệt truyện đệ tam - Từ Tiện Chi, Phó Lượng, Đàn Đạo Tể truyện
- Quyển 44: Liệt truyện đệ tứ - Tạ Hối truyện
- Quyển 45: Liệt truyện đệ ngũ - Vương Trấn Ác, Đàn Thiều, Hướng Tĩnh, Lưu Hoài Thận, Lưu Túy truyện
- Quyển 46: Liệt truyện đệ lục - Triệu Luân Chi, Vương Ý, Trương Thiệu truyện
- Quyển 47: Liệt truyện đệ thất - Lưu Hoài Túc, Mạnh Hoài Ngọc, Lưu Kính Tuyên, Đàn Chi truyện
- Quyển 48: Liệt truyện đệ bát - Chu Linh Thạch, Mao Tu Chi, Phó Hoằng Chi truyện
- Quyển 49: Liệt truyện đệ cửu - Tôn Xử, Khoái Ân, Lưu Chung, Ngu Khâu Tiến truyện
- Quyển 50: Liệt truyện đệ thập - Hồ Phiên, Lưu Khang Tổ, Viên Hộ Chi, Trương Hưng Thế truyện
- Quyển 51: Liệt truyện đệ thập nhất - Tông thất truyện - Trường Sa Cảnh Vương Đạo Liên, Lâm Xuyên Liệt Vũ Vương Đạo Quy, Doanh Phổ Hầu Tuân Khảo
- Quyển 52: Liệt truyện đệ thập nhị - Dữu Duyệt, Vương Đản, Tạ Cảnh Nhân, Viên Trạm, Chử Thúc Độ truyện
- Quyển 53: Liệt truyện đệ thập tam - Trương Mậu Độ, Dữu Đăng Chi, Tạ Phương Minh, Giang Di truyện
- Quyển 54: Liệt truyện đệ thập tứ - Khổng Quý Cung, Dương Huyển Bảo, Thẩm Đàm Khánh truyện
- Quyển 55: Liệt truyện đệ thập ngũ - Tang Đảo, Từ Quảng, Phó Long truyện
- Quyển 56: Liệt truyện đệ thập lục - Tạ Chiêm, Khổng Lâm Quy truyện
- Quyển 57: Liệt truyện đệ thập thất - Sái Khuếch truyện
- Quyển 58: Liệt truyện đệ thập bát - Vương Huệ, Tạ Hoằng Vi, Vương Cầu truyện
- Quyển 59: Liệt truyện đệ thập cửu - Ân Thuần, Trương Sướng, Hà Yển, Giang Trí Uyên truyện
- Quyển 60: Liệt truyện đệ nhị thập - Phạm Thái, Vương Chuẩn Chi, Vương Thiều Chi, Tuân Bá Tử truyện
- Quyển 61: Liệt truyện đệ nhị thập nhất - Vũ tam vương truyện - Lư Lăng Hiếu Hiến Vương Nghĩa Chân, Giang Hạ Văn Hiến Vương Nghĩa Cung, Hành Dương Văn Vương Nghĩa Quý
- Quyển 62: Liệt truyện đệ nhị thập nhị - Dương Hâm, Trương Phu, Vương Vi truyện
- Quyển 63: Liệt truyện đệ nhị thập tam - Vương Hoa, Vương Đàm Thủ, Ân Cảnh Nhân, Thẩm Diễn Chi truyện
- Quyển 64: Liệt truyện đệ nhị thập tứ - Trịnh Tiên Chi, Bùi Tùng Chi, Hà Thừa Thiên truyện
- Quyển 65: Liệt truyện đệ nhị thập ngũ - Cát Hàn, Lưu Đạo Sản, Đỗ Ký, Thân Điềm truyện
- Quyển 66: Liệt truyện đệ nhị thập lục - Vương Kính Hoằng, Hà Thượng Chi truyện
- Quyển 67: Liệt truyện đệ nhị thập thất - Tạ Linh Vận truyện
- Quyển 68: Liệt truyện đệ nhị thập bát - Văn nhị vương truyện - Bành Thành Vương Nghĩa Khang, Nam Quận Vương Nghĩa Tuyên
- Quyển 69: Liệt truyện đệ nhị thập cửu - Lưu Trạm, Phạm Diệp truyện
- Quyển 70: Liệt truyện đệ tam thập - Viên Thục truyện
- Quyển 71: Liệt truyện đệ tam thập nhất - Từ Trạm Chi, Giang Trạm, Vương Tăng Xước truyện
- Quyển 72: Liệt truyện đệ tam thập nhị - Văn cửu vương truyện - Nam Bình Mục Vương Thước, Kiến Bình Tuyên Giản Vương Hoành, Tấn Hy Vương Sưởng, Thủy An Vương Hưu Nhân, Tấn Bình Thứ Vương Hưu Hữu, Bà Dương Ai Vương Hưu Nghiệp, Lâm Khánh Trùng Vương Hưu Thiến, Tân Dã Hoài Vương Di Phụ, Ba Lăng Ai Vương Hưu Nhược
- Quyển 73: Liệt truyện đệ tam thập tam - Nhan Duyên Chi truyện
- Quyển 74: Liệt truyện đệ tam thập tứ - Tang Chất, Lỗ Sảng, Thẩm Du Chi truyện
- Quyển 75: Liệt truyện đệ tam thập ngũ - Vương Tăng Đạt, Nhan Thuân truyện
- Quyển 76: Liệt truyện đệ tam thập lục - Chu Tu Chi, Tông Xác, Vương Huyền Mô truyện
- Quyển 77: Liệt truyện đệ tam thập thất - Liễu Nguyên Cảnh, Nhan Sư Bá, Thẩm Khánh Chi truyện
- Quyển 78: Liệt truyện đệ tam thập bát - Tiêu Tư Thoại, Lưu Duyên Tôn truyện
- Quyển 79: Liệt truyện đệ tam thập cửu - Văn ngũ vương truyện - Cánh Lăng Vương Đản, Lư Giang Vương Huy, Vũ Xương Vương Hồn, Hải Lăng Vương Hưu Mậu, Quế Dương Vương Hưu Phạm
- Quyển 80: Liệt truyện đệ tứ thập - Hiếu Vũ thập tứ vương truyện - Dự Chương Vương Tử Thượng, Tấn An Vương Tử Huân, Tùng Tư Hầu Tử Phòng, Lâm Hải Vương Tử Húc, Thủy Bình Hiếu Kính Vương Tử Loan, Vĩnh Gia Vương Tử Nhân, Thủy An Vương Tử Chân, Thiệu Lăng Vương Tử Nguyên, Tề Kính Vương Tử Vũ, Hoài Nam Vương Tử Mạnh, Tấn Lăng Hiếu Vương Tử Vân, Nam Hải Ai Vương Tử Sư, Hoài Dương Tư Vương Tử Tiêu, Đông Bình Vương Tử Tự, Vũ Lục Vương Tán
- Quyển 81: Liệt truyện đệ tứ thập nhất - Lưu Tú Chi, Cố Sâm, Cố Ký Chi truyện
- Quyển 82: Liệt truyện đệ tứ thập nhị - Chu Lãng, Thẩm Hoài Văn truyện
- Quyển 83: Liệt truyện đệ tứ thập tam - Tông Việt, Ngô Hí, Hoàng Hồi truyện
- Quyển 84: Liệt truyện đệ tứ thập tứ - Đặng Uyển, Viên Nghĩ, Khổng Ký truyện
- Quyển 85: Liệt truyện đệ tứ thập ngũ - Tạ Trang, Vương Cảnh Văn truyện
- Quyển 86: Liệt truyện đệ tứ thập lục - Ân Hiếu Tổ, Lưu Mẫn truyện
- Quyển 87: Liệt truyện đệ tứ thập thất - Tiêu Huệ Khai, Ân Diễm truyện
- Quyển 88: Liệt truyện đệ tứ thập bát - Tiết An Đô, Thẩm Văn Tú, Thôi Đạo Cố truyện
- Quyển 89: Liệt truyện đệ tứ thập cửu - Viên Xán truyện
- Quyển 90: Liệt truyện đệ ngũ thập - Minh tứ vương truyện - Thiệu Lăng Thương Vương Hữu, Tùy Dương Vương Hối, Tân Hưng Vương Tung, Thủy Kiến Vương Hy
- Quyển 91: Liệt truyện đệ ngũ thập nhất - Hiếu nghĩa truyện
- Quyển 92: Liệt truyện đệ ngũ thập nhị - Lương lại truyện
- Quyển 93: Liệt truyện đệ ngũ thập tam - Ẩn dật truyện
- Quyển 94: Liệt truyện đệ ngũ thập tứ - Ân hãnh truyện - Đái Pháp Hưng, Đái Minh Bảo, Từ Viên, Nguyễn Điền Phu, Vương Đạo Long, Dương Vận Trường
- Quyển 95: Liệt truyện đệ ngũ thập ngũ - Tác lỗ truyện - Bắc Ngụy
- Quyển 96: Liệt truyện đệ ngũ thập lục - Tiên Ti Thổ Cốc Hồn truyện - Thổ Cốc Hồn
- Quyển 97: Liệt truyện đệ ngũ thập thất- Di Man truyện - (bao gồm các nước Lâm Ấp, Phù Nam, Sư Tử quốc, Thiên Trúc, Cao Câu Ly, Bách Tế, Oa quốc, người Man ở châu Kinh, Ung, Dự)
- Quyển 98: Liệt truyện đệ ngũ thập bát - Để Hồ truyện
- Quyển 99: Liệt truyện đệ ngũ thập cửu - Nhị Hung truyện - (bao gồm Nguyên Hung Thiệu và Thủy Hưng Vương Tuấn)
- Quyển 100: Liệt truyện đệ lục thập - Tự Tự (lời nói đầu do chính tác giả viết)